# Belaturricula turrita
Belaturricula turrita é uma espécie de gastrópode do gênero Belaturricula, pertencente a família Borsoniidae.